# The End of an Ear
The End of an Ear je první sólové studiové album britského hudebníka Roberta Wyatta. Jeho nahrávání probíhalo ve studiu Sound Techniques v Londýně v srpnu 1970 a vyšlo v prosinci téhož roku u vydavatelství Columbia Records.

## Seznam skladeb
| Pořadí         | Název                                                              | Délka |
| -------------- | ------------------------------------------------------------------ | ----- |
| 1.             | Las Vegas Tango Part 1 (Repeat)                                    | 8:13  |
| 2.             | To Mark Everywhere                                                 | 2:25  |
| 3.             | To Saintly Bridget                                                 | 2:21  |
| 4.             | To Oz Alien Daevyd and Gilly                                       | 2:09  |
| 5.             | To Nick Everyone                                                   | 9:12  |
| 6.             | To Caravan and Brother Jim                                         | 5:20  |
| 7.             | To the Old World (Thank You For the Use of Your Body, Goodbye)     | 3:17  |
| 8.             | To Carla, Marsha and Caroline (For Making Everything Beautifuller) | 2:46  |
| 9.             | Las Vegas Tango Part 1                                             | 11:13 |
| Celková délka: | Celková délka:                                                     | 46:56 |

## Obsazení
- Robert Wyatt – bicí, klavír, varhany
- Neville Whitehead – baskytara
- Mark Charig – kornet
- Elton Dean – altsaxello
- Mark Ellidge – klavír
- Cyrille Ayers – perkuse
- Dave Sinclair – varhany